# Lijst van topspins
Deze pagina bevat een steeds kleiner wordende lijst van topspins in Europese attractieparken. Er verdwijnen veel topspins door de meestal hoge storingsgevoeligheid en de te hoog wordende onderhoudskosten, en er komen in Europa nergens nieuwe bij.
| Naam            | Soort                   | Locatie                           | Afbeelding |
| --------------- | ----------------------- | --------------------------------- | ---------- |
| Buzzsaw         | Topspin                 | Walibi Belgium                    |            |
| Blast           | Topspin                 | Walibi Holland                    |            |
| Talocan         | Suspended Topspin       | Phantasialand                     |            |
| Top Spin        | Topspin                 | Parque de Atracciones de Madrid   |            |
| Lex Luthor      | Topspin                 | Parque Warner Madrid              |            |
| NYC Transformer | Topspin                 | Movie Park Germany                |            |
| Waterspin       | Topspin                 | Duinrell                          |            |
| Apocalypto      | Topspin met enkele bank | Energylandia                      |            |
| Gantu Top Spin  | Topspin                 | Serengeti Park                    |            |
| Revolution      | Topspin                 | Parque de Atracciones de Zaragoza |            |
| Toxicator       | Suspended Topspin       | Alton Towers                      |            |